# TIME MACHINE (Do As Infinityのアルバム)
『TIME MACHINE』（タイム・マシン）は、日本のロックバンド・Do As Infinityが2012年2月29日にavex traxから発売した9枚目のオリジナルアルバムである。

## 内容
前作『EIGHT』から約1年1ヶ月ぶりのオリジナルアルバム。
タイトルは前作のタイトルがTで終わっているため、T始まりとなっている。タイトルのしりとりに関してはメンバー間で既に辟易していたが、各収録曲に普遍的なものや変わっていくものが書かれておりタイムマシンという単語で一つに繋がるという思いから命名された。伴都美子はこのタイトルについて「タイムマシンって実際には存在しないけどだけど、頭の中には存在している。形として目には見えないけど存在している音楽と似てる」と語っている。なお、今作を最後に『BREAK OF DAWN』から続いたタイトルが頭文字で繋がるしりとりは終了した。
ジャケットが異なるCD+DVD盤とCD盤の2形態で発売された。CD+DVD盤には特典として今作に収録されている既発シングル表題曲のミュージック・ビデオと、2011年10月2日に日比谷野外大音楽堂で開催された、メジャーデビュー12周年記念ワンマンライブ『Do As Infinity 12th Anniversary ～FREE SOUL! FREE SPIRITS!～Vol.3～』のライブ映像を収録したDVDが同梱された。
オリコンチャート初登場14位を獲得。オリジナルアルバムとしてはメジャーデビュー後初めてトップ10入りを逃してしまった。

## 収録曲
| 全編曲: Seiji Kameda。 |                          |                                  |                 |       |
| #                      | タイトル                 | 作詞                             | 作曲            | 時間  |
| 1.                     | 「TIME MACHINE」         | Yusuke Toriumi                   | STIL            | 3:58  |
| 2.                     | 「アリアドネの糸」       | Do As Infinity・Hayato Kimura    | Miki Watanabe   | 3:58  |
| 3.                     | 「Why?」                 | Ryo Owatari                      | Yusuke Itagaki  | 3:35  |
| 4.                     | 「PRIDE」                | Kenn Kato                        | Katsumi Ohnishi | 5:09  |
| 5.                     | 「黄昏」                 | Kyasu Morizuki                   | Katsumi Ohnishi | 4:58  |
| 6.                     | 「誓い」                 | Kyasu Morizuki                   | Katsumi Ohnishi | 4:24  |
| 7.                     | 「御伽話」               | Tomiko Van                       | Katsumi Ohnishi | 3:49  |
| 8.                     | 「恋歌」                 | Do As Infinity・Yoshihisa Tokuda | Takuya Watanabe | 4:38  |
| 9.                     | 「Sun Shower」           | Tomiko Van                       | Yusuke Itagaki  | 3:52  |
| 10.                    | 「もう一人の僕へ」       | Kano Inoue                       | Chikara Gonohe  | 5:11  |
| 11.                    | 「君の為に今できること」 | Kyasu Morizuki                   | HINATA spring   | 4:35  |
| 12.                    | 「Go Ahead!」            | Hayato Kimura                    | Yusuke Itagaki  | 4:12  |
| 合計時間:              | 合計時間:                | 合計時間:                        | 合計時間:       | 52:19 |

## 収録映像曲
| #   | タイトル                       | 作詞 | 作曲・編曲 |
| --- | ------------------------------ | ---- | ---------- |
| 1.  | 「最後のGAME」                 |      |            |
| 2.  | 「Special」                    |      |            |
| 3.  | 「冒険者たち」                 |      |            |
| 4.  | 「BE FREE」                    |      |            |
| 5.  | 「翼の計画」                   |      |            |
| 6.  | 「Good for you」               |      |            |
| 7.  | 「誓い」                       |      |            |
| 8.  | 「陽のあたる坂道」             |      |            |
| 9.  | 「one flesh」                  |      |            |
| 10. | 「Week!」                      |      |            |
| 11. | 「Painful」                    |      |            |
| 12. | 「Field of dreams」            |      |            |
| 13. | 「僕たちの決断」               |      |            |
| 14. | 「NEED YOUR LOVE」             |      |            |
| 15. | 「HARUKA」                     |      |            |
| 16. | 「アリアドネの糸」             |      |            |
| 17. | 「シグナル」                   |      |            |
| 18. | 「under the sun」              |      |            |
| 19. | 「Grateful Journey」           |      |            |
| 20. | 「One or Eight」               |      |            |
| 21. | 「本日ハ晴天ナリ」             |      |            |
| 22. | 「黄昏」                       |      |            |
| 23. | 「ワンダフルライフ」           |      |            |
| 24. | 「遠くまで」                   |      |            |
| 25. | 「誓い」(Music Clip)           |      |            |
| 26. | 「アリアドネの糸」(Music Clip) |      |            |
| 27. | 「黄昏」(Music Clip)           |      |            |

### 解説
1. TIME MACHINE
今作の表題曲。大渡曰く「変拍子に聴こえるようなリフが近未来感の雰囲気を出している」とのこと[1]。
2. アリアドネの糸
25thシングルの表題曲。
3. Why?
4. PRIDE
5. 黄昏
26thシングルの表題曲。
6. 誓い
24thシングルの表題曲。
7. 御伽話
8. 恋歌
高橋克典主演の映画『私の叔父さん』の主題歌に起用された[4]。
9. Sun Shower
10. もう一人の僕へ
11. 君の為に今できること
12. Go Ahead!

## 参加ミュージシャン

### CD
Do As Infinity
- 伴都美子：Vocal & Chorus (全曲)
- 大渡亮：Guitar (全曲)、Mandolin (#5)

Support Musician
- 亀田誠治：Bass (全曲)
- 河村"カースケ"智康：Drums (#2,5〜7,9)
- 村石雅行：Drums (#1,3,10,12)
- 玉田豊夢：Drums (#8,11)
- 古田たかし：Drums (#4)
- 皆川真人：Acoustic Piano (#10,11)、Synthesizer (#3)
- 斎藤有太：Acoustic Piano (#5)
- 豊田泰孝：Manipulator (全曲)

### DVD
Do As Infinity
- 伴都美子：Vocal
- 大渡亮：Guitar & Chorus

Support Member
- 高瀬順：Keyboards
- 松本淳：Drums
- 佐藤大剛：Guitar
- 岡本陽一：Bass
- 村石有香：Chorus

## タイアップ
- フジテレビ系列火曜10時枠ドラマ『チーム・バチスタ3 アリアドネの弾丸』主題歌 (#2)
- カプコン社製Wii・PlayStation 3専用ゲームソフト『戦国BASARA3 宴』エンディングテーマ (#5)
- カプコン社製PlayStation Portable専用ゲームソフト『戦国BASARA CHRONICLE HEROES』挿入歌 (#6)
- マジカル配給映画『私の叔父さん』主題歌 (#8)